# Colchani
Colchani est une localité du département de Potosí en Bolivie située dans la province d'Antonio Quijarro. Sa population s'élevait à 528 habitants en 2001.